# Double Take (film, 1997)
Pour plus de détails, voir Fiche technique et Distribution.
Double Take est un film américain réalisé par Mark L. Lester en 1997.

## Synopsis
Un écrivain (Craig Sheffer) est témoin d'un meurtre. Il est approché par la compagne (Brigitte Bako) de l'accusé pour changer son témoignage dont il se rend compte qu'il est inexact, ce qui l'amène à sortir de ses livres pour se compromettre dans meurtre et chantage... à quel profit ?

## Fiche technique
- Titre : Double Take
- Réalisation : Mark L. Lester
- Scénario : Edward Rugoff et Ralph Rugoff
- Photographie : Peter Benison
- Musique :  Paul Zaza
- Date de sortie : 17 février 1998
- Durée	: 86 minutes
- Pays de production:  Canada et  États-Unis
- Genre : thriller

## Distribution
- Craig Sheffer : Connor Mcewen
- Brigitte Bako : Nikki Capelli
- Costas Mandylor : Hector Stroessner/Ray Soldado
- Dan Lett : inspecteur Hardaway
- Maurice Godin : Fritz
- Peter Keleghan : Robert Mead
- Heidi von Palleske : Julie Hauser